# Lacanobia caerulescens
Lacanobia caerulescens là một loài bướm đêm trong họ Noctuidae.